# Feltria amoenella
Feltria amoenella är en kvalsterart som beskrevs av Hebeeb 1955. Feltria amoenella ingår i släktet Feltria och familjen Feltriidae. Inga underarter finns listade i Catalogue of Life.